# Serviers-et-Labaume
Serviers-et-Labaume é uma comuna francesa na região administrativa de Occitânia, no departamento de Gard. Estende-se por uma área de 12,22 km². Em 2010 a comuna tinha 631 habitantes (densidade: 51,6 hab./km²).